# Carla Simón
Carla Simón Pipó (Barcelona, 22 de dezembro de 1986) é uma roteirista e diretora de cinema catalã.

## Biografia

### Estudos e primeiros trabalhos
Apesar de nascer em Barcelona, Simón cresceu em Les Planes d'Hostoles (comarca da Garrotxa). Seus pais morreram de Aids (o pai quando ela tinha 3 anos, a mãe aos 6) e logo foi morar com seus tios e uma prima. Esta experiência foi a base da sua primeira longa-metragem.
Graduou-se em comunicação audiovisual na Universidade Autónoma de Barcelona em 2009, incluindo uma etapa na Universidade da Califórnia, onde fez os seus primos curtos, Women e Lovers, em parceria com Marco Businaro.
Em 2010 fez um mestrado em Inovação e Qualidades Televisivas, organizado pela Televisão da Catalunha, onde realizou o capítulo piloto de uma série de ficção titulada La clínica. Em 2011, com apoio de uma bolsa da Obra Social La Caixa, foi a estudar na London Film School. Lá escreveu e dirigiu o documentário Born positive —sobre jovens nascidos do VIH— e as curtas Lipstick —onde dois meninos se enfrentam à morte da avó— e Les petites coses —onde narra a relação entre a sua avó e a sua tia. Ambas curtas-metragens foram selecionadas para vários festivais internacionais. Estreou também a curta-metragem experimental Lagoas no ano 2015, criada a partir das cartas da sua mãe, Neus Pipó, figura que depois apareceria também no seu primeiro filme.

### Primeira longa

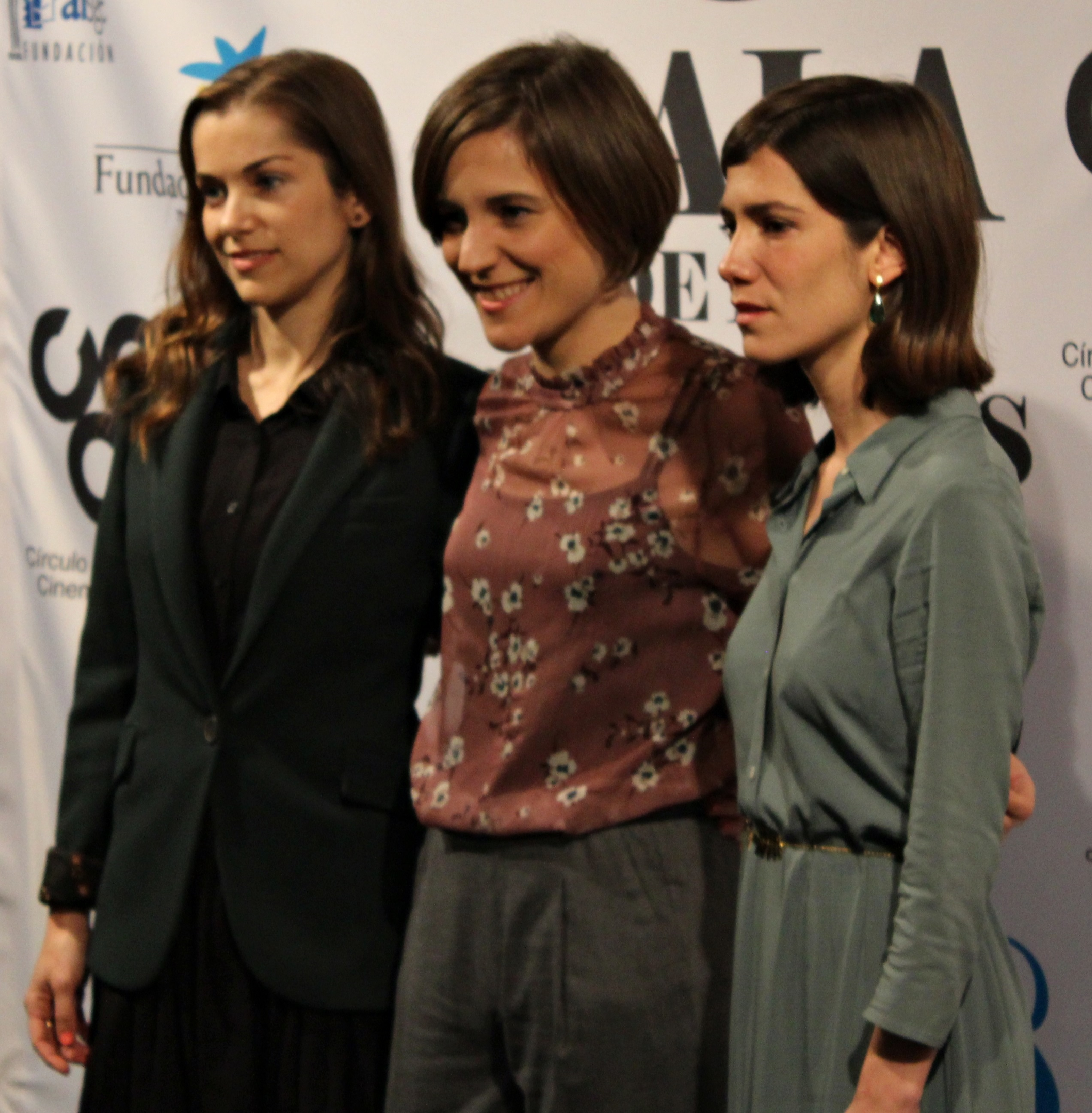
Equipa de Estiu 1993: María Zamora (produtora), Carla Simón (diretora) e Bruna Cusí (atriz).

Em 2017 estreou a sua primeira longa-metragem, Estiu 1993, que segundo a autora, tem como objetivo resolver a dúvida de como falar da morte com uma criança e como entender o que está a suceder ao redor dela: prantos, silêncios ou gestos.
É um roteiro auto-biográfico, que narra a sua infância: com 6 anos é adotada pelos tios maternos, já que a sua mãe acaba de morrer vítima da sida, a mesma doença que tinha matado o pai três anos antes. O filme propõe, desde o olhar da menina, o processo de adaptação difícil à sua nova família de adoção. O papel da Frida, inspirado na vida da diretora, foi interpretado pela atriz-mirim Laia Artigas.
O filme recebeu numerosos prémios e nominações: na Berlinale (prémios ao melhor filme de estreia e Grande Prêmio da secção Geração Kplus), no Festival de Màlaga de cinema espanhol (Prémio Dunia Ayaso e Biznaga de Ouro), no FIC-CAT (Prémio do Júri e Prémio da Crítica), no Festival Internacional de Cinema de Istambul (Prémio especial do júri) e no Festival Internacional de Cinema Independente de Buenos Aires (melhor direção). Também obteve o Gaudí à melhor direção, o Goya à melhor direção debutante, e o prémio Cidade de Barcelona de 2017, na categoria de Audiovisuais. Em setembro de 2017 o filme foi escolhido pela Academia das Artes e as Ciências Cinematográficas da Espanha para representar a Espanha nos prémios Oscar.
No ano 2019 sacou à luz a curta-metragem Después también, que recebeu numerosos prémios e nominações, como nos Prémios Gaudí (nominação à melhor curta-metragem) e no Festival Internacional de Cinema de Cartagena de Indias (secção curtas).
Na curta-metragem documental Correspondència, de 2020, Simón falou com a cineasta chilena Dominga Sotomayor em um formato de conversa epistolar filmada, sobre cinema, presente e passado familiar, herança e maternidade. O trabalho inaugurou o festival Filmets daquele ano.
Em 2020 recebeu um Prêmio Nacional de Cultura da Generalitat, como reconhecimento a profissionais que são referentes para as gerações mais jovens» e por ter sido «uma clara fonte de inspiração para toda uma safra de diretores catalães». Aquele ano também codirigiu, junto com Àlex Rigola, o capítulo Vania da série Escenario 0 (HBO), onde adapta a obra de teatro Tio Vânia de Anton Tchekhov.
Desde junho de 2021 faz parte da nova Junta da Academia do Cinema Catalão, presidida pela diretora Judith Colell.

### Alcarràs
O filme Alcarràs foi a sua segunda longa, onde fez de diretora e coroteirsta. O filme ganhou o Urso de Ouro ao melhor filme na Berlinale de 2022. Assim, converteu-se na primeira cineasta catalã em conseguir este reconhecimento. Ao recolher o prémio, dedicou-o à sua família que cultiva pêssegos em Lleida. Também foi a escolhida pela Academia de Cinema para representar a Espanha na luta pelo Oscar de melhor filme internacional.
Na cerimónia dos 15º Prêmios Gaudí, Alcarràs foi indicado a 15 categorias. Dos cinco troféus ganhados pelo filme, dois foram para Simó (melhor direção e melhor roteiro). Nos Prémios Feroz, entregues pela imprensa especializada da Espanha, Alcarràs ganhou o prémio à melhor direção. A surpresa negativa chegou na 37ª cerimônia dos Goya, quando o filme não foi premiado com nenhuma estatuilha das 11 indicações recebidas (incluindo as de direção e roteiro, para Simón).

### Próximos projetos
Simón confirmou que estava escrevendo o roteiro do seu próximo filme. Enquanto isso, a Berlinale nomeou a diretora juri da 73ª edição do Festival.

## Filmografia

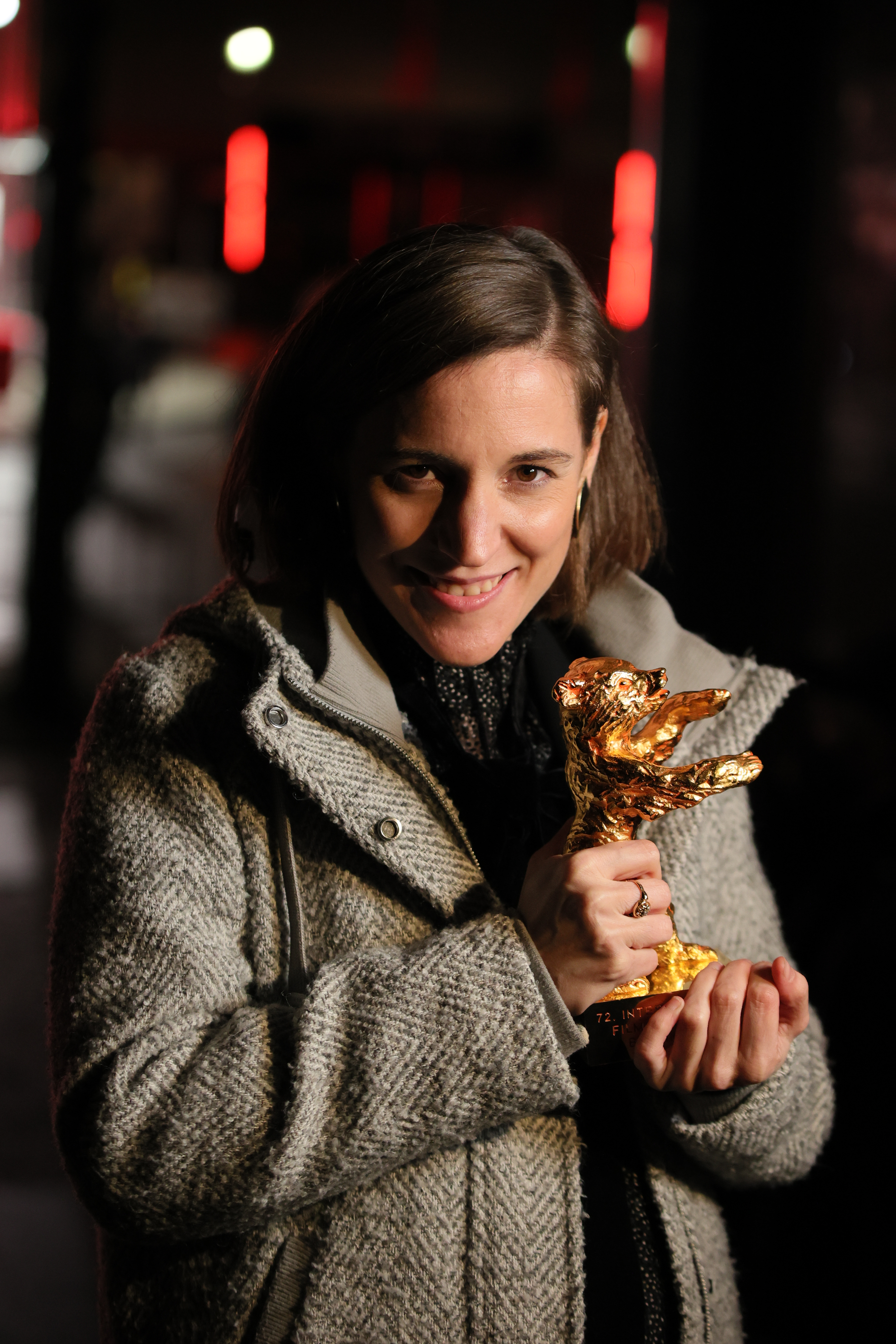
Segurando o Urso de Ouro (2022).

| Ano  | Título            | Formato      | Participação                         |
| ---- | ----------------- | ------------ | ------------------------------------ |
| 2009 | Lovers            | Curta        | Direção                              |
| 2009 | Women             | Curta        | Direção                              |
| 2012 | Born positive     | Documentário | Roteiro e direção                    |
| 2013 | Lipstick          | Curta        | Roteiro e direção                    |
| 2014 | Les petites coses | Curta        | Direção                              |
| 2017 | Estiu 1993        | Longa        | Roteiro e direção                    |
| 2018 | Después también   | Curta        | Roteiro (com Aina Clotet) e direção  |
| 2020 | Correspondència   | Curta        | Direção (com Dominga Sotomayor)      |
| 2022 | Alcarràs          | Longa        | Roteiro (com Arnau Vilaró) e direção |

## Distinções
- 2020: Prêmio Nacional de Cultura (Governo da Catalunha)[11]
- 2023: Prêmio Nacional de Cinema (Ministério de Cultura da Espanha)[20]